# 유엔 포괄적 핵실험 금지 조약 기구

유엔 포괄적 핵실험 금지 조약 기구(Preparatory Commission for the Comprehensive Nuclear-Test-Ban Treaty Organization)

유엔 포괄적 핵실험 금지 조약 기구(영어: Preparatory Commission for the Comprehensive Nuclear-Test-Ban Treaty Organization, CTBTO)는 여러 가지 줄임말을 통한 국제기구 명칭으로 불리는데, 포괄적 핵실험 금지 기구 또는, CTBTO 준비위원회(CTBTO Prep Com) 또는 CTBTO 준비위원회(Com Combo)라고도 불린다. 오스트리아 비엔나에 본부를 두고있는 국제기구이다.

## 개요
유엔 포괄적 핵실험 금지 조약 기구는 1996년에 포괄적 핵실험 금지 조약(CTBT)에 서명한 국가들에 의해 설립되었다. 주 목적은 크게 두 가지로 요약된다.
- 모든 핵을 사용하는 폭발과 실험을 금지하는 핵실험 금지 조약(CTBT)의 발효를 촉진한다.
- 핵실험에 대한 검증 체제를 구축하여 모든 국가의 핵실험이 탐지되도록 한다.

## 유엔 포괄적 핵실험 금지 조약 기구의 조직 구성
유엔 포괄적 핵실험 금지 조약 기구는 CTBT에 서명한 국가들로 구성된 연 2회 개최되는 총회(줄임말로 준비위원회 총회라고도 함)를 운영하고 있다. 위원회는 재정(실무 그룹 A)과 검증 문제(실무 그룹 B)로 작업하는 두 개의 워킹 그룹을 두고 있다. 이 조직은 유엔 사무 총장이 최종적인 의사 결정권을 갖고 운영에 대한 방향을 통제 한다.

## 핵실험 모니터링 시스템 및 통신 시스템
유엔 포괄적 핵실험 금지 조약 기구는 핵 실험 탐지를 위한 글로벌 시스템을 구축하여 가동하고 있다. 핵실험 감시 시스템은 국제 핵실험 모니터링 시스템 (IMS), 국제 통신 인프라 및 국제 데이터 센터로 구성된다. 핵실험 모니터링 시스템은 아직은 완전하지는 않지만 대체로 대부분의 세계적으로 발생하는 핵실험을 비교적 정확히 분석 분류하는 기능을 활용하는 것이 가능하다.

### 글로벌 통신 인프라(GCI) 및 국제 데이터 센터(IDC)
영국령 인도양 지역의 수중 음향 스테이션 HA08에서의 통신 시스템 모든 방송국의 데이터는 위성(VSAT) 링크를 기반으로 하는 GCI라고 하는 글로벌 개인 데이터 네트워크로 전송된다. 이 데이터는 다시 비엔나의 CTBTO 국제 데이터 센터(IDC)로 전송된다. 2005년 중반을 기준으로, 계획된 IMS 스테이션의 절반 이상이 데이터를 제공하고 있다.

## 핵실험 모니터링 데이터의 활용
유엔 포괄적 핵실험 금지 조약 기구(CTBTO) 데이터의 민간 및 과학적 용도는 다음과 같이 나누어 진다. 유엔 포괄적 핵실험 금지 조약 기구(CTBTO)에서 수집한 많은 양의 데이터는 특히 재해 완화 및 조기 경보 분야에서 핵폭발을 감지하는 것 이외의 목적으로도 사용될 수 있다. 2006년에 CTBTO는 지진 및 수중 음향 데이터를 쓰나미 경보 센터에 직접 제공하기 시작했다. 2012년을 기준으로 데이터는 인도-태평양 지역을 중심으로 8개국의 쓰나미 경보 센터와 공유된다.